# Héry (Nièvre)
 Héry  es una comuna y población de Francia, en la región de Borgoña, departamento de Nièvre, en el distrito de Clamecy y cantón de Brinon-sur-Beuvron. Está integrada en la Communauté de communes du Pays Corbigeois.

## Demografía
Su población en el censo de 1999 era de 68 habitantes.
| 108 | 108 | 97 | 69 | 63 | 68 |
| Para los censos de 1962 a 1999 la población legal corresponde a la población sin duplicidades (Fuente: INSEE [Consultar]) |     |    |    |    |    |